# Gabriel Alzamora López
Gabriel Alzamora López (Palma 1904 -1996) va ser un empresari i polític mallorquí.
Els seus orígens són una important casa comercial destinada a l'exportació fundada l'any 1833. Alzamora continuà portant els negocis de la família tot combinant-ho amb la presidència del Foment del Turisme de Mallorca, la Cambra de Comerç, Indústria i Navegació i vicepresident de la Junta d'Obres del Port.
El 1968 el govern del general Franco el nomena batle de Palma. Durant el seu mandat impulsa un programa modernitzador de la capital mallorquina amb la construcció de parcs, escoles, aparcaments subterranis i instal·lacions esportives. Poc després d'abandonar el càrrec l'any 1972 se li dona el nom a una escola coneguda popularment com a sa Graduada. Però el 2009 es decidí rebatejar-la amb el nom popular per les connotacions franquistes del govern d'Alzamora.
| Precedida per: Màxim Alomar | Batle de Palma 1968 - 1972 | Succeïda per: Rafael de la Rosa |